# Heinrich Frauenlob
Heinrich Frauenlob, nemški pesnik, * 1244, † 29. november 1318.